# Lindera sericea
Lindera sericea är en lagerväxtart som först beskrevs av Sieb. & Zucc., och fick sitt nu gällande namn av Carl Ludwig von Blume. Lindera sericea ingår i släktet Lindera och familjen lagerväxter.

## Underarter
Arten delas in i följande underarter:
- L. s. glabrata
- L. s. lancea